# Нікос Анастопулос
Нікос Анастопулос (грец. Νίκος Αναστόπουλος), іноді Ніколаос Анастопулос (нар. 22 січня 1958, Дафні, Аттика, Греція) — грецький футболіст та тренер, нападник; найпопулярніший гравець покоління 1970—1980-х років у грецькому футболі. Найкращий бомбардир національної футбольної збірної Греції; чотириразовий найкращий бомбардир Грецької Суперліги.

## Спортивна кар'єра
Нікос Анастопулос розпочав Футбольну кар'єру у юнацькому складі клубу «Дафні» в передмісті Афін. До переїзду в Пірей він встиг також завоювати в 1979 році Кубок країни з афінським «Паніоніосом». Ця перемога досі залишається найбільшим успіхом в історії клубу. За шість років виступів у складі пірейського «Олімпіакос», найтитулованішій команді грецького вищого дивізіону, в період між 1981 і до 1987 року Анастопулос тричі ставав чемпіоном Греції і чотири рази — найкращим бомбардиром чемпіонату. В сезоні 1987—1988 Анастопулоса придбав італійський клуб «Авелліно», за особистої ініціативи тренера Луїса Вінісіо, найкращого бомбардира в історії «Віченци». Проте грецький нападник не прижився у новій команді і повернувся на батьківщину.
За національну збірну Греції виступав 11 років поспіль з 1977 по 1988 роки. Учасник групового етапу Чемпіонату Європи з футболу 1980 року. Хоча Анастопулос зумів зрівняти рахунок у поєдинку з Чехословаччиною (1:1), його команда все одно програла поєдинок (1:3). Рекордсмен збірної команди за кількістю забитих м'ячів — 29 у 74 іграх. Близького результату у 23 м'ячі досяг Ангелос Харістеас, відомий також переможним голом на Чемпіонаті Європи 2004 року.
1994 року Нікос Анастопулос завершив футбольну кар'єру, загалом провівши тільки у клубних змаганнях 404 матчі і забивши 171 м'яч.
З 1997 року після трирічної перерви займається тренерською діяльністю. За ці роки був наставником багатьох грецьких клубів, серед яких «Панелефсініакос», «Панетолікос», «Пансерраїкос», «Панахаїкі», «Каллітея», «Керкіра», гранд грецького футболу «Аріс, Салоніки», «Іонікос», «Кавала», «Яніна», гравців якої тренує донині. Будучи тренером, Анастопулос в 2004 році вперше вивів у вищий футбольний дивізіон Альфа Етнікі команду «Керкіра» з курортного острова Корфу.

## Досягнення
Командні
- Чемпіон Греції: 1981, 1982, 1983, 1987.
- Володар Кубка Греції: 1979, 1981, 1990, 1992.

Особисті
- Найкращий футболіст Греції: 1979, 1981, 1983.
- Найкращий бомбардир чемпіонату Греції: 1983, 1984, 1986, 1987 .
- Володар «Бронзового бутса» серед найкращих бомбардирів національних чемпіонатів Європи 1983 року (29 голів), за версією журналу «Франс-футбол».
- Володар національного рекорду за кількістю голів забитих за національну збірну — 29 голів.